# Eviota shimadai
Eviota shimadai är en fiskart som beskrevs av Greenfield och Randall 2010. Eviota shimadai ingår i släktet Eviota och familjen smörbultsfiskar. Inga underarter finns listade i Catalogue of Life.